# Ulica Laugavegur w Reykjavíku
Laugavegur – główna ulica Reykjavíku, biegnie wzdłuż centrum, znajdują się przy niej sklepy z biżuterią, pamiątkarskie butiki, second-handy, galerie sztuki, a nawet sklepy z futrami i wypchanymi zwierzętami. Uznana za jedną z dziesięciu najlepszych ulic ze sklepami na świecie.

## Historia
Powstała w 1885 i jest jedną z najstarszych ulic miasta. Nazwa pochodzi od gorących źródeł w Laugardalur, w których do roku 1930 kobiety zwykły robić pranie. W 2011 część ulicy zamieniona została na deptak. W znajdującym się pod nr 37 butiku Fakó można kupić polskie kosmetyki. Ulica swoje znaczenie dla miasta zawdzięcza Komitetowi do spraw Ubóstwa w Reykjavíku, który postanowił znaleźć sposób na walkę z bezrobociem. Ulicą dostawano się z terenów niezabudowanych do zindustrializowanego miasta portowego i centrum biznesowego – Kvosin. Mieszkańcy skorzystali z okazji i zaczęli otwierać sklepy oraz świadczyć usługi właśnie wzdłuż tej ulicy, dzięki czemu mogli kusić klientów zmierzających do portu, zanim ci skorzystają z usług większych sklepów bliżej centrum. Kiedy pod koniec drugiej wojny światowej amerykańskie wojsko okupowało Islandię, powstał popyt na życie nocne i rozrywkę – wtedy przy ulicy pojawiły się bary, które zaczęli odwiedzać również lokalni mieszkańcy.